# Uphill
Uphill är en by i civil parish Weston-Super-Mare, i distriktet North Somerset, i grevskapet Somerset, i England. Byn är belägen 10 km från Burnham-on-Sea. Uphill var en civil parish fram till 1933 när blev den en del av Weston super Mare. Civil parish hade 839 invånare år 1931. Byn nämndes i Domedagsboken (Domesday Book) år 1086, och kallades då Opopille/Opopilla.